# ギヨーム＝アントワーヌ・オリヴィエ

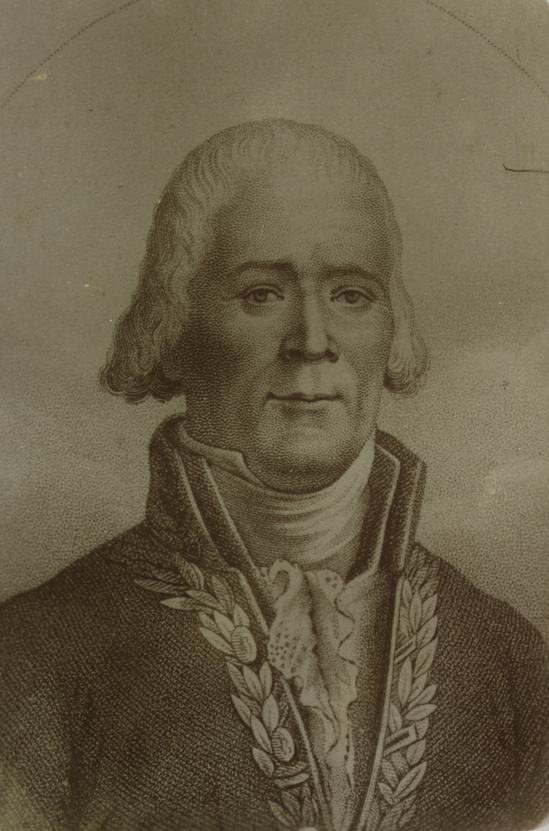
Guillaume-Antoine Olivier

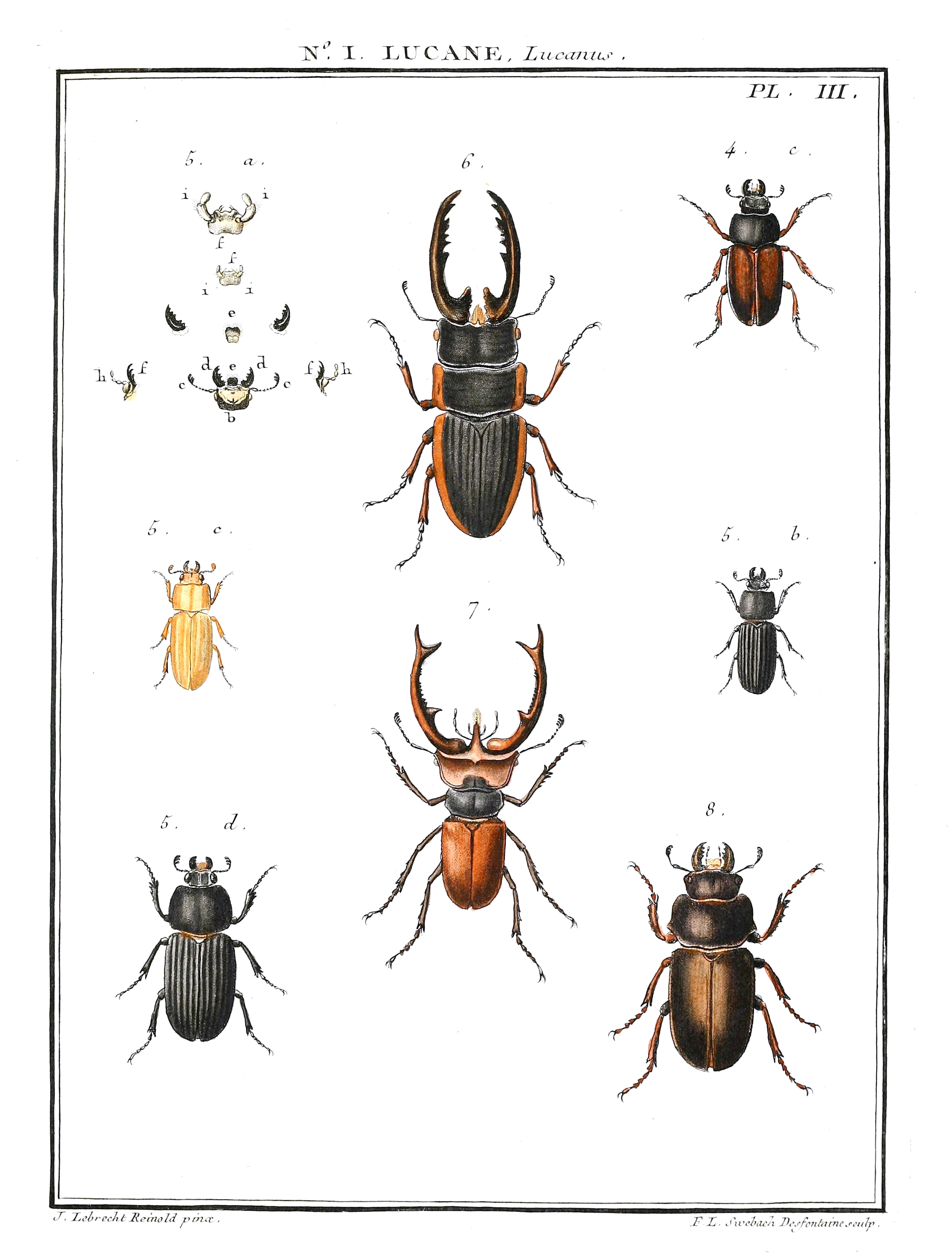
Entomologie, ou histoire naturelle des Insectesの図版

ギヨーム＝アントワーヌ・オリヴィエ（Guillaume-Antoine Olivier、1756年1月19日 - 1814年10月1日）は、フランスの博物学者、昆虫学者である。『昆虫学、昆虫の自然史』（"Entomologie, ou histoire naturelle des Insectes" (1808) ）や 『オスマン帝国、エジプト、ペルシャへの旅』（"Le Voyage dans l'Empire Othoman, l'Égypte et la Perse" (1807)）の著者である。

## 生涯
トゥーロン近くのレザルク（Les Arcs）で生まれた。モンペリエ大学で医学を学んだ。博物学者のブルソネと親しくなった。故郷で医者を始めたが、成功せず、博物学コレクターのジゴ＝ドルツィー（Jean-Baptiste-François Gigot d'Orcy）に雇われ、オランダやイギリスなどで昆虫の収集を行い、豊富な鉱物や昆虫のコレクションを作り上げた。
10巻の『昆虫学事典』（"l'Encyclopédie méthodique" (1789-1825)）を執筆し、6巻の『昆虫学、昆虫の自然史』を執筆した。
1792年から6年間、オスマン帝国、エジプト、ペルシャを旅し、多くの標本とともに1798年にフランスに戻った。これらの標本は現在はパリ自然史博物館と一部はエディンバラ博物館に保存されている.。1807年に『オスマン帝国、エジプト、ペルシャへの旅』を執筆した。
1800年にパリ科学アカデミーの会員となり、その後、アルフォール獣医学校（l'École vétérinaire d'Alfort）の動物学の教授となった。デンマークの昆虫学者、ヨハン・ファブリチウスの友人であり、フランス革命のなかで、昆虫学者、ピエール＝アンドレ・ラトレーユ（Pierre-André Latreille）を保護した。

## 著書
- Voyage dans l'empire Othoman, l'Égypte et la Perse, 1801–1807
- Entomologie, ou histoire naturelle des Insectes, 1808.
- Encyclopedie methodique. Historie naturelle. Insectes Vol. 5. Panckoucke, Paris. 793 pp. (1790)
- Encyclopedie methodique. Histoire naturelle. Insectes Vol. 5. Panckoucke, Paris. 827 pp. (1792 a.)
- Encyclopedie methodique. Histoire naturelle. Insects. Vol. 6: 369-704. Paris. (1792 b.)
- Latreille, P. A.; M. Olivier (ed.): Encyclopédie Méthodique. Histoire Naturelle. Insectes. Agasse, Paris. Vol. 8. 567-587. (1811)